# Everald La Ronde
Everald La Ronde (East Ham, 24 gennaio 1963) è un ex calciatore inglese, di ruolo difensore.

## Carriera
Ha giocato nelle giovanili dei londinesi del West Ham Utd (era capitano della formazione che nel 1981 vinse la FA Youth Cup), con cui nella stagione 1981-1982 ha esordito tra i professionisti, giocando 7 partite nella prima divisione inglese; è rimasto in squadra agli Hammers anche nella stagione 1982-1983 (sempre in prima divisione), senza però giocare ulteriori partite ufficiali con la prima squadra. Successivamente si è trasferito in terza divisione al Bournemouth, con cui nella stagione 1983-1984 ha vinto un Football League Trophy, giocando in aggiunta 24 partite di campionato nell'arco di una stagione e mezza; nella seconda metà della stagione 1984-1985 ha invece giocato in prestito in quarta divisione al Peterborough Utd, dove ha giocato 8 partite di campionato. Successivamente, complici anche alcuni problemi fisici, ha abbandonato il calcio professionistico, andando a giocare con i semiprofessionisti londinesi del Walthamstow Avenue.
In carriera ha giocato complessivamente 39 partite nei campionati della Football League.

## Palmarès

### Club

#### Competizioni giovanili
- FA Youth Cup: 1

West Ham: 1980-1981

#### Competizioni nazionali
- Football League Trophy: 1

Bournemouth: 1983-1984

#### Competizioni regionali
- London Senior Cup: 1

Walthamstow Avenue: 1985-1986